# Willem Vis
Willem Vis (Leyde, 29 février 1936 - Hazerswoude-Rijndijk, 13 juin 2007) est un médailleur néerlandais. 

## Biographie
Déjà à un très jeune âge, Willem Vis est actif comme illustrateur. En 1957, à l'âge de 21 ans, il prend la direction artistique de la société Koninklijke Van Kempen & Begeer. Il est alors formé par le sculpteur Rudi Rooijackers. Après avoir quitté l'entreprise en 1971, il continue à travailler en tant qu'indépendant pour un grand nombre de clients, dont la Monnaie royale des Pays-Bas, la Monnaie royale de Belgique et la Monnaie royale britannique.
Pendant ses années auprès de Koninklijke van Kempen & Begeer, il travaille également comme dessinateur pour le Haagsche Courant. En 1980, il est nommé directeur de la Vrije Academie te Voorschoten en Leidschendam.

## Œuvre
Willem Vis a conçu un total d'environ 145 pièces pour plusieurs dizaines de pays et plus de 1000 médailles, dont un thaler avec une image de la reine Beatrix (2005) en collaboration avec Paul Huybrechts.